# Molat
Molat (italijansko: Melada) je otok v severnem delu Zadarskega arhipelaga, in je del Severne Dalmacije. Na vzhodu ga obliva Virško morje, na zahodu pa meji na odprto Jadransko morje. Na severu se le nekaj 100 m od otoka  nahaja otok Ist. S površino 22,178 km² je po velikosti 19. med hrvaškimi otoki in 6. med otoki Zadarskega arhipelaga. Upravnoteritorialno otok spada pod mesto Zadar.

## Geografija
V otoškem reliefu sta opazna dva vzdolžna gričevnata hrbta, na enem od katerih je tudi najvišji vrh Knežak, ki doseže višino 142 mnm. Na otoku se nahaja tudi istoimensko naselje.
Molat je porasel z borovim gozdom in makijo. Njegova v glavnem nizka severovzhodna obala je razčlenjena in prepredena s številnimi manjšimi zalivi, od katerih je največji Jazi. Slabše razvejana in bolj strma je jugozahodna obala. V notranjosti otoka ležijo tri naselja: Molat, Zapuntel in Brgulje. Vsako od teh naselji ima ob obali svoje pristanišče, ob katerih so se razvili manjši zaselki. Na otoku stalno živi 222 prebivalcev (popis 2001), ki se ukvarjajo s kmetijstvom, pašništvom ovc in ribištvom. V naselju Molat pa se je pričela razvijati tudi turistična dejavnost.

## Zgodovina
V sredini 11. stol. postane otok last zadarskega benediktinskega samostana sv. Kerševana. Od leta 1409, pa oblast prevzamejo benečani, ki pa otok oddajajo v najem premožnim zadarskim družinam. 
V dvajsetih letih dvajsetega stoletja so se otočani pričeli odseljevati. Odpluli so v New Orleans in New York, v zadnjih desetletjih pa se selijo predvsem v Zadar. Zadnji lastnik otoka je bil Conte Abelič, plemič, ki je od otočanov pobiral le sedmino pridelkov. Ob tem sogovorniki mimogrede pripomnijo, da je sedaj PDV 22 %. Leta 1936 je kraljevina Jugoslavija od grofa Abeliča otok odkupila in zemljišča podelila otočanom. V najboljših časih je na otoku živelo 700 otočanov, imeli so tri trgovine in dve mesnici. Pridno so obdelovali polja in se ukvarjali z ribištvom. Skoraj vsaka družina je imela tudi ovce, krave in svinje. Združevali so se v ovčarsko-mlekarski zadrugi, saj so na otoku vzgajali vsega skupaj čez 1500 ovac. Izdelovali so dober in znan sir.  Ribiči so se združevali v ribiški zadrugi. Lovili so predvsem drobno plavo ribo, ki so jo prodajali na kontinent. Sardele pa tudi osoljevali in jih v lesenih čebričkih prodajali v Zadru. Danes tovrstnega ribištva ni več. Posamezni ribiči so organizirani v športno ribolovno društvo.
Od leta 1942 pa do kapitulacije Italije je bilo na otoku zloglasno koncentracijsko taborišče. V barakah in šotorih, obdanih z bodečo žico in s stražnimi stolpi, je v nečloveških razmerah težke čase preživljalo 20.000 antifašistov in upornikov, večinoma domačinov iz Dalmacije. Tisoč taboriščnikov je bilo ustreljenih ali pa so umrli zaradi lakote in težkih razmer. V spomin in opomin na te težke čase so domačini ohranili stražni stolp ob vhodu v nekdanje taborišče. 
V času druge svetovne vojne so imeli v letih 1941 do 1943 Italijani na otoku koncentracijsko taborišče.